# Xya nanutarrae
Xya nanutarrae är en insektsart som beskrevs av Baehr 1988. Xya nanutarrae ingår i släktet Xya och familjen Tridactylidae. Inga underarter finns listade i Catalogue of Life.